# Gary Mills
Gary Roland Mills  (* 11. November 1961 in Northampton) ist ein ehemaliger englischer Fußballspieler und aktueller Trainer. Als Spieler gewann er mit Nottingham Forest den Europapokal der Landesmeister 1979/80.

## Spielerkarriere

### Nottingham Forest, Seattle Sounders und Derby County (1978–1987)
Gary Mills debütierte im Alter von nur 16 Jahren am 9. September 1978 für Nottingham Forest in der Football League First Division 1978/79. Im weiteren Saisonverlauf bestritt er noch drei Spiele (ein Tor) und beendete die Saison mit seiner Mannschaft als Vizemeister. Forest gewann zudem ohne den nicht in den Kader berufenen Gary Mills den Titel im Europapokal der Landesmeister 1978/79 (1:0 gegen Malmö FF). Neben dreizehn Spielen (ein Tor) in der Saison 1979/80 wurde der 18-jährige Mittelfeldspieler von Trainer Brian Clough für das Finale im Europapokal der Landesmeister 1979/80 nominiert. Mills kam von Beginn an zum Einsatz, ehe er in der 67. Minute für John O’Hare ausgewechselt wurde. Nottingham gewann die Partie mit 1:0 gegen den Hamburger SV und verteidigte damit seinen Titel im Landesmeisterpokal. Nach zwei weiteren Spielzeiten in Nottingham wechselte er in die NASL zu den Seattle Sounders und bestritt in den USA vierunddreißig Spiele (fünf Treffer). Nach einer Zwischenstation auf Leihbasis beim englischen Zweitligisten Derby County kehrte Gary Mills im Dezember 1983 nach Nottingham zurück.
In der Football League First Division 1984/85 bestritt er sechsundzwanzig Ligaspiele und erzielte vier Treffer. Nach zwei weiteren Spielzeiten mit insgesamt einundvierzig Ligaeinsätzen, verließ er zum zweiten Mal den Verein und wechselte am 14. August 1987 zum Stadtrivalen Notts County.

### Notts County und Leicester City (1987–1996)
Mit County spielte Mills (46 Spiele/5 Tore) 1987/88 in der dritten Liga und verpasste als Tabellenvierter nur knapp den Aufstieg in die zweite Liga. Vor Ablauf der Football League Third Division 1988/89 wechselte der 27-Jährige am 2. März 1989 zu Leicester City. In Leicester etablierte sich Mills in den folgenden fünf Jahren als Stammspieler beim Zweitligisten. In der Saison 1991/92 erreichte er mit City als Tabellenvierter die Play-offs, verlor jedoch nach einem Erfolg über Cambridge United die Finalpartie mit 0:1 gegen die Blackburn Rovers. Ein Jahr später scheiterte der Verein erneut im Play-off-Finale, diesmal mit 3:4 gegen Swindon Town. Im dritten Play-off-Finale in Serie gelang Leicester City am 30. Mai 1994 mit 2:1 gegen Derby County der Aufstieg in die Premier League.
Nach nur einem Spiel in der Premier League 1994/95 wechselte der 32-jährige Gary Mills zu Notts County, für die er bereits von 1987 bis 1989 gespielt hatte. Mit County stieg Mills am Saisonende als Tabellenletzter aus der zweiten Liga ab. In der Saison 1995/96 erreichte er mit seiner Mannschaft als Tabellenvierter die Play-offs, verlor jedoch im Finale mit 0:2 gegen Bradford City. Nach der Saison beendete er im Alter von 34 Jahren seine Spielerkarriere, war jedoch in den folgenden Jahren noch für verschiedene Amateurvereine aktiv.

## Trainerkarriere
Nachdem er zuvor bereits drei Amateurvereine trainiert hatte, übernahm Gary Mills am 7. Januar 2004 den Trainerposten beim Drittligisten Notts County, für den er bereits als Spieler aktiv gewesen war. Am Saisonende 2003/04 stieg er mit County als Vorletzter in die neugegründete viertklassige Football League Two ab. Nach ebenfalls unbefriedigenden Leistungen in der neuen Spielklasse wurde Mills am 4. November 2004 entlassen.
Am 13. Oktober 2010 übernahm er den englischen Fünftligisten York City. Nach einem achten Tabellenplatz in der ersten Spielzeit, führte Mills seine Mannschaft in der Saison 2011/12 auf den vierten Rang und erreichte nach einem Erfolg im Play-off-Finale über Luton Town den Aufstieg in die viertklassige Football League Two. Bereits acht Tage zuvor hatte sich der Verein durch ein 2:0 im Finale über den AFC Newport County die FA Trophy gesichert.
Am 2. März 2013 wurde Mills als Trainer des Viertligisten entlassen.

## Titel und Erfolge
- Landesmeisterpokalsieger: 1980
- FA Trophy: 2012